# 中国2010年上海世界博览会台湾馆
31°11′17″N 121°29′20″E / 31.1879225°N 121.4888924°E
2010年上海世博會台灣館是上海世界博覽會以臺灣為主題的展覽館，外觀為高約20公尺的巨型玻璃天燈，內有球體螢幕播放臺灣的山水風貌與人文地景。活動結束後，新竹市政府取得建築，將其運至新竹市重建，由環球購物中心經營。由於生意不佳，環球購物中心新竹世博店于2016年6月30日結束營業。預定轉型為新竹市兒童探索館。

## 概要
- 台灣上一次在世博參展是1970年於日本大阪舉行的世界博覽會（大阪萬博）；相隔40年後，台灣再度參與世博。

- 配合中國2010年上海世界博覽會的主題「城市，讓生活更美好」，台灣館將主題定為「山水心燈：自然、心靈、城市」。在展期結束後，台灣館建築拆遷回台灣永久保存，新竹市政府最終以新台幣4.58億元得標，確定落腳新竹市。

- 經過兩年的興建，世博台灣館於2013年2月21日在新竹市開館營運，由環球購物中心負責經營。

- 2016年6月30日，環球購物中心新竹世博店正式結束營業[1][5][6][7]。

## 特色亮點
- 全球首創「全天域球幕4D劇場」
- 全球首創「懸托式球體劇院」
- 全球首創「懸掛式空中劇場」
- 世博中炫麗奪目的天燈亮點
- 世博內少有的戶外展演
- 建築蘊含中華文化五行的設計理念
- 建築中心有一巨型LED球體--「臺灣之心」
- 環繞著「臺灣之心」的點燈水台，汲取自日月潭與太平洋
- 玻璃帷幕及巨型LED球體擁有精彩的互動展演功能
- 外牆刻有台灣玉山、阿里山等名山的山稜線
- 擁有世博展館內少有探討心靈層面的主題
- 所有內容（展演、建築、科技）均由台灣人研發

## 代言人
- 陶晶瑩：台灣知名主持人
- 林志玲：國際知名模特兒
- 洪偉明：台灣時尚教父
- 張毅：台灣琉璃工房執行長
- 楊惠姍：台灣琉璃工房藝術總監

## 主題曲
主題曲《台灣的心跳聲》由臺灣歌手蔡依林演唱。

## 興建營運
- 中華民國對外貿易發展協會
- 台北世界貿易中心

## 企業贊助

### 玉山級
- 碩豐國際股份有限公司
- 鴻海(富士康)科技集團[9][10][11]

### 阿里山級
- 達欣工程股份有限公司
- 光磊科技股份有限公司
- 英業達集團
- 日月光集團
- 頂新國際集團
- 旺旺集團
- 中華電信股份有限公司
- 宏碁集團
- 中華航空股份有限公司
- 台灣房屋股份有限公司

### 合歡山級
- 躍獅影像科技股份有限公司
- 群航科技開發有限公司
- 台玻集團
- 琉璃工房志業股份有限公司
- 李祖原聯合建築師事務所
- 台灣水泥股份有限公司
- 華新麗華股份有限公司
- 統一企業
- 台新國際商業銀行股份有限公司
- 永豐餘集團
- 長榮航空股份有限公司

### 陽明山級
- 永記造漆工業股份有限公司
- 台塑關係企業
- 台灣積體電路製造股份有限公司
- 華碩電腦股份有限公司
- 昆盈企業股份有限公司
- 方合廣告股份有限公司
- 開成興業股份有限公司
- 神達電腦股份有限公司
- 陶作坊

### 其他
- 袁宗南照明設計事務所
- 和成欣業
- 馬里亞納生物科技股份有限公司
- 康那香企業股份有限公司
- 奧美數位行銷

## 工作團隊
- 由中華民國對外貿易發展協會(TAITRA)以台北世界貿易中心名義總負責興建營運
- 李祖原聯合建築師事務所:負責建築及外觀設計
- 達欣工程股份有限公司:負責硬體建設工程
- 躍獅影像科技股份有限公司:負責展示空間設計裝潢及多媒體展演設計製作、全天域影院設計及建置工程
- 玩美集品網路科技股份有限公司:負責網上世博會台灣館建置
- 智奧會展有限公司(上海):負責營運管理

## 新竹市世博台灣館

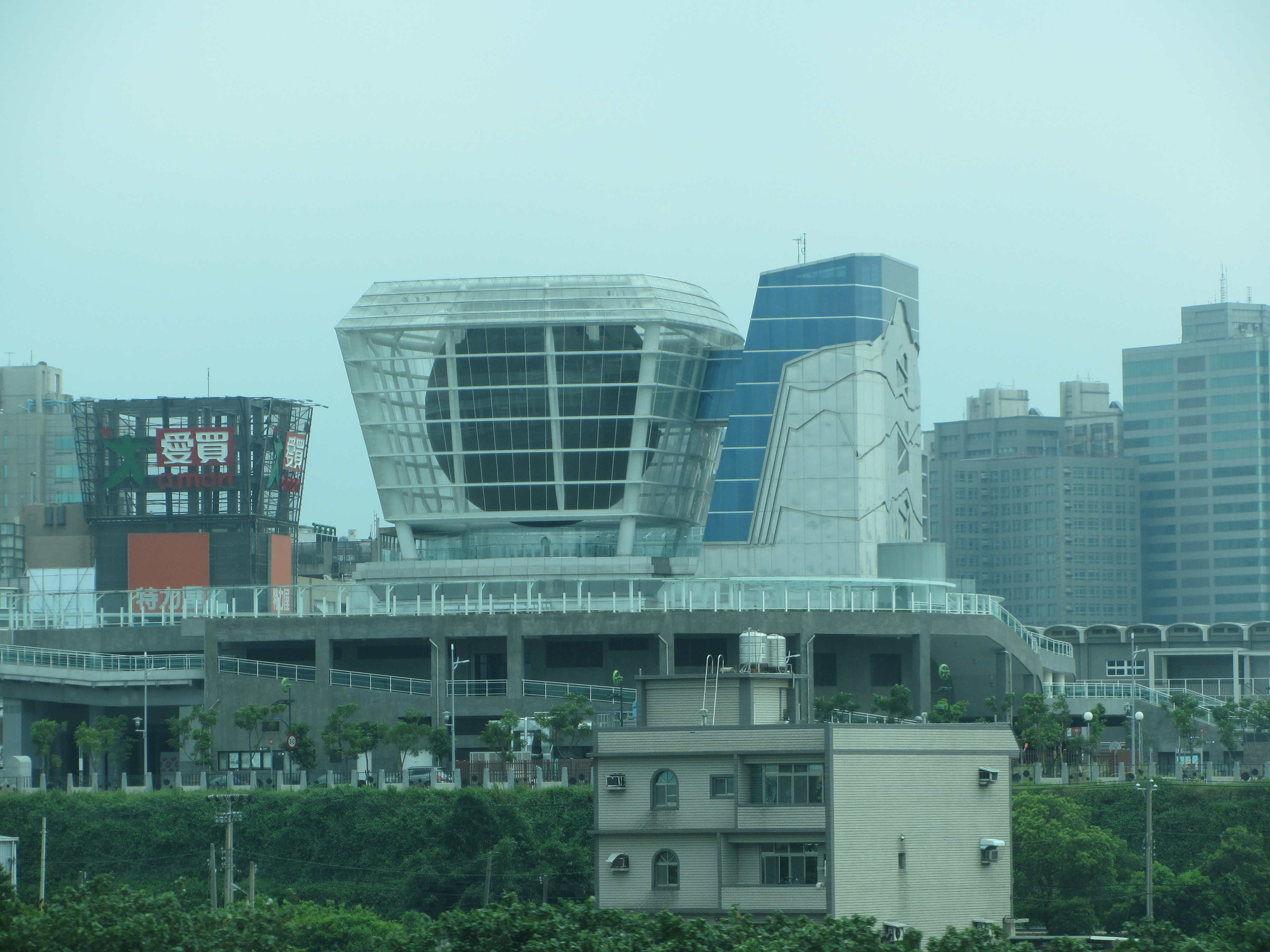
已在新竹市重組的世博台灣館。

2013年2月21日由新竹市政府與環球購物中心共同營造的世博台灣館產創園區（環球購物中心新竹世博店）正式開幕，園區位於新竹市公道五路三段6號，可分成世博台灣館、貨櫃嬉遊村、文創館三區。位於公道五路另一側的愛買量販店則有美食街提供餐飲服務，2014年10月10日文創館的環球新竹世博店2F美食街開幕，提供美食服務，環球購物中心共分為1F、1M、2F，也附有大創百貨、麗嬰國際玩具店、湯姆熊歡樂世界、國賓影城。
2016年6月30日，環球購物中心新竹世博店正式結束營業。

## 新竹市兒童探索館
2017年9月4日，新竹市政府獲聯發科技捐款後，規劃轉型為新竹市兒童探索館。